# Truthdig
- Truthdig  (en inglés)

Truthdig es un sitio web en idioma inglés que contiene noticias y artículos de opinión relacionados con las guerras y temas de actualidad desde una perspectiva progresista. El sitio está construido tomando como base grandes "notas críticas" (digs) escritas por expertos en diferentes temas de actualidad, a menudo controvertidos. Los artículos de Truthdig están abiertos a recibir comentarios.
Truthdig fue fundado en Los Ángeles por el empresario Zuade Kaufman y el periodista Robert Scheer, actual editor en jefe y que escribe una columna semanal para el sitio web.

## Colaboradores
Entre los colaboradores más importantes se incluyen Robert Scheer, Chris Hedges, John Dean, Larry Gross, Scott Ritter, Amy Goodman, Juan Cole, Bill Boyarsky y Robert Fisk.
Las contribuciones semanales exclusivas de columnistas como Chris Hedges y las viñetas de Mr. Fish han hecho ganar al sitio un gran número de premios y reconocimientos a lo largo de los años.